# Kleinstadtsünder
Pour plus de détails, voir Fiche technique et Distribution.
Kleinstadtsünder (en français, L'Auberge en folie) est un film allemand réalisé par Bruno Rahn sorti en 1927.

## Synopsis
Le couple d'aubergistes Karchow vit dans une petite ville. August Karchow est un hibou calme et étrange, sa femme vieillissante Selma était autrefois une chanteuse de cabaret. Le couple vit principalement d'une rente qui était destinée à leur grand-père Meiseken, décédé depuis longtemps. Mais maintenant, il y a des problèmes, car le généreux donateur des pensions, un marchand de maroquinerie bien nanti de Berlin, a annoncé venir dans la petite ville. Donc un grand-père doit être là ! Le citoyen arable Rohde, qui a un oncle qui pourrait magnifiquement jouer un vieil homme, devrait les aider.
L'invité berlinois arrive et, au grand malheur de M. et Mme Karchow, tombe amoureux de l'aubergiste de la petite ville, ce qui signifie qu'il a l'intention de prolonger son séjour ici indéfiniment. Cela amène à son tour Rohde sur la scène, qui commence maintenant à faire chanter les Karchow avec sa fille Hedwig. Tout le bâtiment de mensonges s'effondre lorsque l'assesseur un peu idiot Arthur, un invité régulier du Karchow'schen Pinte, parle. Une violente dispute conjugale s'ensuit, après quoi August et Selma divorcent. Selma attrape alors le maroquinier célibataire, qui semble être un partenaire idéal pour elle. En tant que femme, elle quitte le café endormi de la petite ville dans une voiture chic.

## Fiche technique
- Titre : Kleinstadtsünder
- Réalisation : Bruno Rahn
- Scénario : Herbert Juttke (de), Georg C. Klaren
- Musique : Felix Bartsch
- Direction artistique : Carl Ludwig Kirmse (de)
- Photographie : Guido Seeber
- Production : Bruno Rahn
- Société de production : Rahn-Film-Produktion GmbH
- Société de distribution : Pantomim-Film AG
- Pays de production : Allemagne  République de Weimar
- Langue : allemand
- Format : Noir et blanc - 1,33:1 - 35 mm
- Genre : Comédie
- Durée : 102 minutes
- Dates de sortie :
  - Allemagne  République de Weimar : 13 septembre 1927
  - Danemark : 16 janvier 1928
  - États-Unis : 26 novembre 1928

## Distribution
- Asta Nielsen : Selma Karchow
- Hans Wassmann : August Karchow, son mari
- Ferdinand von Alten : L'assesseur Arthur Danisius
- Max Maximilian (de) : M. Rohde
- Maria Paudler : Hedwig, sa fille
- Hermann Picha : le faux « Meiseken »
- Hans Adalbert Schlettow : Wilhelm Bostelmann
- Henry Bender (de) : L'agent d'assurance
- Julietta Brandt : la Wandervogel

## Production
Kleinstadtsünder est l'adaptation de la pièce Meiseken de Hans Alfred Kihn. Le film est tourné en avril 1927 dans le Grunewald-Atelier.
Le réalisateur Bruno Rahn meurt deux jours après la première du film ; Kleinstadtsünder est son dernier film.
La pièce fera l'objet d'une autre adaptation avec le titre de la pièce réalisée par Hans Deppe sortie en 1937.

## Source de traduction
- (de) Cet article est partiellement ou en totalité issu de l’article de Wikipédia en allemand intitulé « Kleinstadtsünder » (voir la liste des auteurs).